# Vittorio Luigi Alfieri

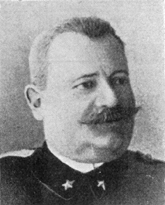
Vittorio Luigi Alfieri

Vittorio Luigi Alfieri (* 3. Juli 1863 in Perugia; † 8. November 1918 in Musestre di Roncade) war ein italienischer Generalleutnant und Politiker, der unter anderem zwischen 1917 und 1918 Kriegsminister unter Ministerpräsident Orlando war.

## Leben
Vittorio Luigi Alfieri, Sohn von Evaristo Alfieri und Chiara Bruni, schlug die militärische Laufbahn ein und absolvierte eine Offiziersausbildung. Nach deren Abschluss wurde er am 7. Juli 1881 Unterleutnant der Infanterie im königlichen Heer. Er wurde am 19. Juli 1883 zum Leutnant sowie am 11. Oktober 1888 zum Hauptmann befördert und 1889 in den Generalstab abgeordnet. Dort erfolgte am 3. März 1898 seine Beförderung zum Major und knapp drei Wochen später erhielt er am 20. März 1898 das Ritterkreuz des Ordens der Krone von Italien. Am 19. Juli 1900 wurde er als ordentlicher Professor an die Kriegsschule berufen, an der er bis 1905 Logistik unterrichtete. Dort erfolgte am 18. Januar 1903 auch seine Beförderung zum Oberstleutnant. Nach seiner weiteren Beförderung zum Oberst am 21. Mai 1908 war er im Kriegsministerium tätig und bekam kurz darauf am 4. Juni 1908 auch das Ritterkreuz des Ritterkreuz des Ritterordens der hl. Mauritius und Lazarus verliehen. Darüber hinaus erhielt er am 3. Juni 1909 zunächst das Offizierskreuz sowie am 26. Dezember 1909 auch die Würde eines Kommandeurs des Ordens der Krone von Italien. Nach Beendigung seiner Verwendung im Kriegsministerium wurde er am 18. September 1911 nach Benadir entsandt, wo er bis zum 1. Dezember 1913 Kommandeur der Kolonialtruppen in Italienisch-Somaliland war.
Nach seiner Rückkehr nach Italien wurde Alfieri kurzzeitig Kommandeur der Brigade Brescia und erhielt am 18. Januar 1914 die Würde eines Kommandeurs des Ritterordens der hl. Mauritius und Lazarus. Kurz darauf wurde er am 1. Februar 1914 zum Generalmajor befördert. Im Anschluss fungierte er zwischen dem 29. März 1914 und dem 1. April 1915 als Generaldirektor des Kriegsministeriums und übernahm zwei Monate nach dem italienischen Kriegseintritt in den Ersten Weltkrieg am 24. Juli 1915 den Posten als Generalintendant des Heeres (italienisch Intendente generale dell’esercito). In dieser Funktion erfolgte am 30. März 1916 seine Beförderung zum Generalleutnant. Im weiteren Verlauf des Krieges übernahm er verschiedene Posten innerhalb der Regierung und fungierte im Kabinett Salandra II (7. April bis 18. Juni 1916) sowie im Kabinett Boselli (18. Juni 1916 bis 17. Juni 1917) als Unterstaatssekretär im Kriegsministerium. Am 28. Juni 1916 wurde auch zum Großoffizier des Ordens der Krone von Italien sowie am 29. Dezember 1916 des Weiteren zum Großoffizier des Ritterordens der hl. Mauritius und Lazarus ernannt. Im Kabinett Boselli war er zudem vom 17. Juni bis zum 13. Dezember 1917 Unterstaatssekretär im Ministerium für Rüstung und Munition sowie zugleich vom 10. bis zum 29. Oktober 1917 in Personalunion Unterstaatssekretär für Lebensmittelversorgung und Verbrauch im Innenministerium.
Am 29. Oktober 1917, wenige Tage nach der verheerenden italienischen Niederlage in der Schlacht von Karfreit übernahm Generalleutnant Vittorio Luigi Alfieri im Kabinett Orlando den Posten des Kriegsministers, den er bis zu seiner Ablösung durch Vittorio Italico Zupelli am 20. März 1918 innehatte. Am 20. Dezember 1917 wurde das von ihm vorgelegte Gesetz über die Verwaltung von Militärunterkünften sowie das Gesetz über die Aufrechterhaltung oder Wiedereinsetzung des Militärs im Kriegsfall verabschiedet. Am 31. Dezember 1917 erfolgte seine Ernennung zum Senator des Königreichs. Nach seinem Ministeramt übernahm er erneut Aufgaben im Heer. In der Schlacht von Vittorio Veneto befehligte er das XXVI. Korps am Unterlauf des Piave. Er verstarb wenige Tage nach Kriegsende am 8. November 1918 an den Folgen der Spanischen Grippe. Alfieri war mit Beatrice Biella verheiratet.